# Haploa clymene

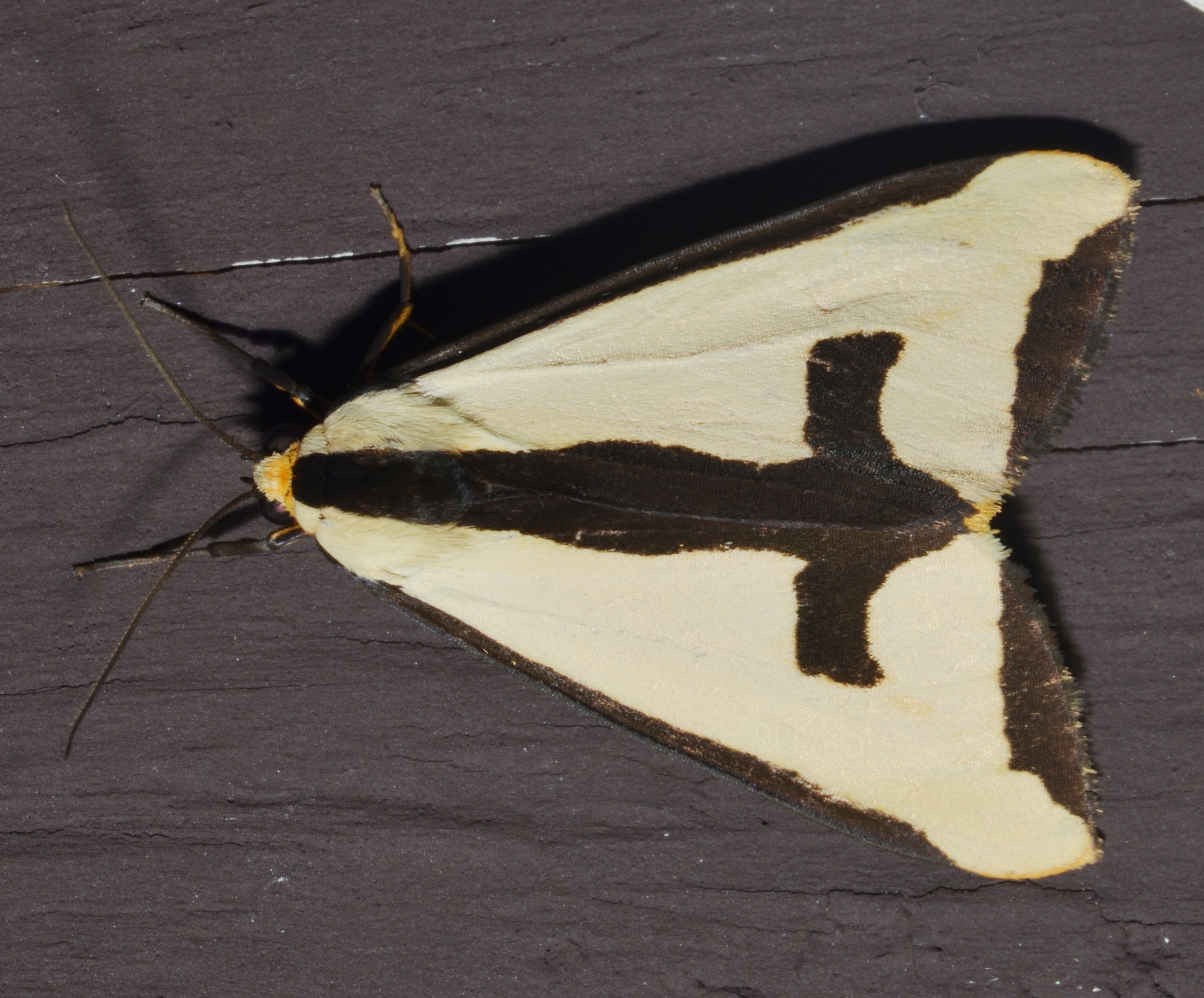
Haploa clymene,
weißliche Farbvariante

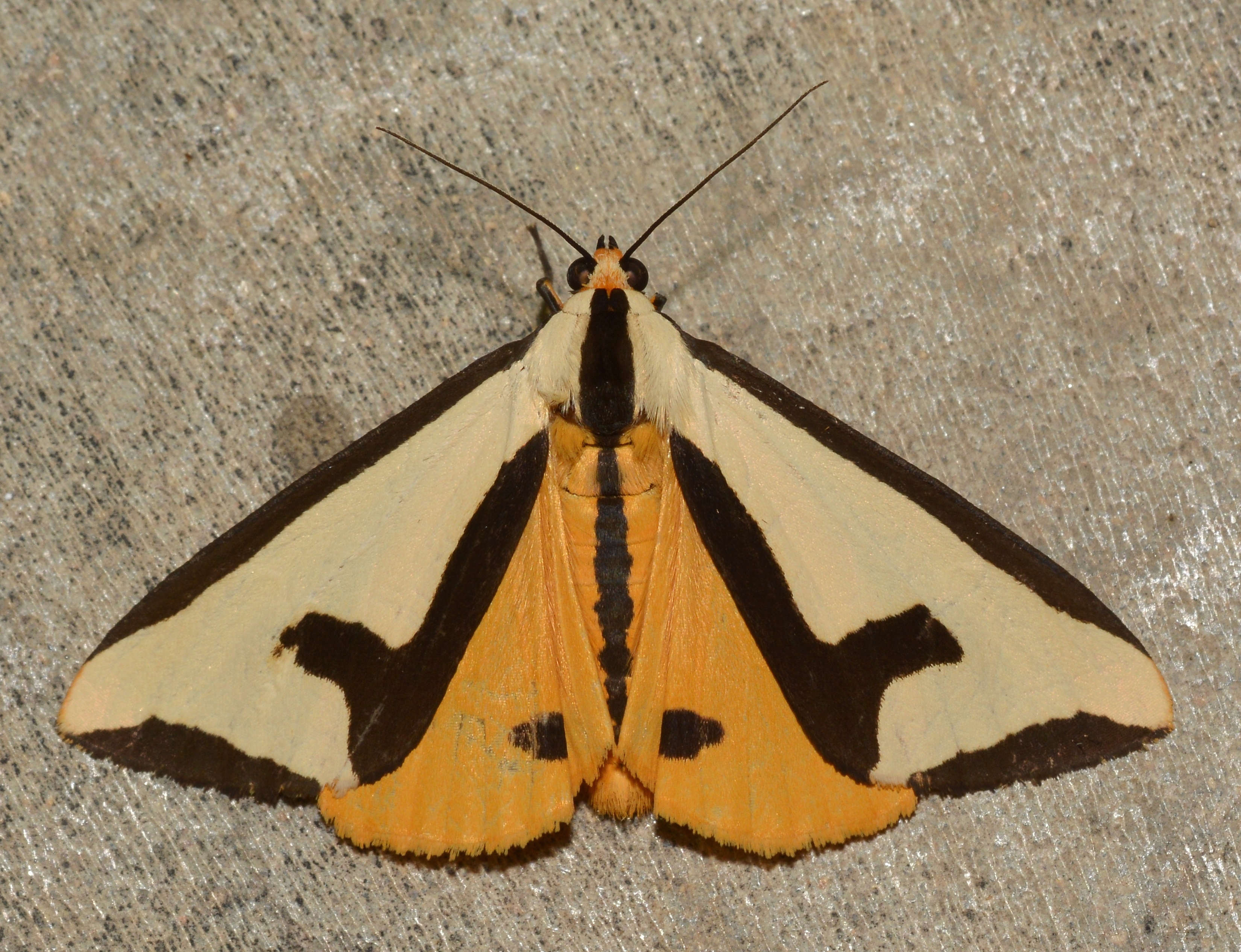
Haploa clymene
mit halbgeöffneten Flügeln

Haploa clymene ist ein in Nordamerika vorkommender Schmetterling aus der Unterfamilie der Bärenspinner (Arctiinae). Der Artname bezieht sich auf eine Figur aus der griechischen Mythologie, wahrscheinlich auf die Okeanide Klymene (altgriechisch Κλυμένη, lateinisch Clymene).

## Merkmale

### Falter
Die Falter erreichen eine Flügelspannweite von 40 bis 55 Millimetern. Die Grundfarbe auf der Oberseite der Vorderflügel variiert von milchig weiß bis hin zu hell gelblich. Entlang von Vorder-, Innen- und Außenrand verläuft jeweils ein schmales, schwarzbraunes Band, das nur am Apex sowie am Innenwinkel  kurz unterbrochen ist. Vom Innenrand erstreckt sich eine nahezu gerade, schwarzbraune Binde, die an der Zelle endet. Bei zusammengeklappten Flügeln in der bevorzugten aufrechten Ruhestellung ähnelt die Zeichnung einem Kreuz. Die Hinterflügeloberseite hat eine kräftig gelbe Farbe und zeigt nahe dem Analwinkel einen runden, schwarzbraunen Fleck. Alle Flügelunterseiten sind nahezu zeichnungslos rostbraun gefärbt. Der Kopf ist gelblich, der Thorax in der Mitte schwarzbraun und an den Seiten cremig weiß. Vom gelben Hinterleib hebt sich eine schwarzbraune Rückenlinie ab.

### Raupe
Ausgewachsene Raupen haben eine schwarzbraune Grundfärbung und zeigen eine hellbraune Rückenlinie und einen gelblichen Seitenstreifen. Auf sämtlichen Körpersegmenten befinden sich gelbbraune Setae.

### Ähnliche Arten
Haploa lecontei unterscheidet sich dadurch, dass die schwarzbraune Zeichnung zwischen Innenrand und Zelle nicht gerade, sondern sichelförmig verläuft.

## Vorkommen und Lebensraum
Haploa clymene kommt vom Osten bis in die Mitte Nordamerikas vor. Dabei reicht die Verbreitung von Québec im Norden bis Florida im Süden und Texas im Westen. Die Art besiedelt bevorzugt Laubwälder und angrenzende Felder.

## Lebensweise
Die tag- und nachtaktiven Falter fliegen in einer Generation, schwerpunktmäßig zwischen Juni und August. Nachts besuchen sie künstliche Lichtquellen. Die Raupen ernähren sich in erster Linie von den Blättern von Wasserdostarten (Eupatorium). Zuweilen wurden sie auch an Eichen (Quercus), Pfirsich (Prunus persica) oder Weiden (Salix) gefunden.